# Sergio Badino
Sergio Badino (Genova, 13 aprile 1979) è un fumettista e saggista italiano.

## Carriera
Inizia a lavorare nel campo del fumetto nel 1999, come vignettista per l'edizione genovese di La Repubblica. Dal 1999 al 2002 frequenta la scuola del fumetto di Milano e successivamente un corso sulla sceneggiatura all'accademia Disney
Nel 2001 entra come sceneggiatore nella filiale italiana della The Walt Disney Company, esordendo nello stesso anno con una serie di mini-storie da una tavola pubblicate in italiano su Topolino. In dieci anni di collaborazione sceneggerà circa un centinaio di storie. Tra le sceneggiature realizzate anche Topolino alla conquista del Polo Sud, storia commemorativa del centenario della "competizione" tra Roald Amundsen e Robert Falcon Scott per il raggiungimento del Polo sud, tradotta in 8 lingue, che è stata anche esposta nel  Palazzo Ducale di Genova a corredo della tappa italiana della mostra Race del American Museum of Natural History. Oltre alle sceneggiature, sempre per la Disney cura l'adattamento e la traduzione di alcune versioni in fumetto di film (I Robinson - Una famiglia spaziale, Come d'incanto e WALL•E). È il creatore dei personaggi Anacardo Mitraglia, nipote di Anacleto Mitraglia, il litigioso vicino di casa di Paperino, e di Penny, cugina della Banda Bassotti. Il primo è apparso per la prima volta nella storia Qui Quo Qua e la sfida delle soap box del 2006, mentre la seconda nella storia I Bassotti in: Arriva Penny del 2005.
Dal 2006 pubblica diversi saggi con l'editore Tunué, collaborando anche alla sua rivista Mono. Tra i saggi principali, Conversazione con Carlo Chendi, finalista del Premio Franco Fossati nel 2007 e Professione sceneggiatore, di cui nel 2012 è stata realizzata una seconda edizione, finalista nel 2008.
Nel 2008 sceneggia una striscia settimanale per il quotidiano Il Secolo XIX, avente come protagonista il Gatto Berio, mascotte della biblioteca comunale omonima, con cui in quel periodo stava collaborando per la creazione di una sezione dedicata ai fumetti.
Nel 2009 inizia a lavorare anche per la Sergio Bonelli Editore, come sceneggiatore di Martin Mystère e Dylan Dog. Tra il 2009 ed il 2012 insegna sceneggiatura presso l'Accademia ligustica di belle arti, per poi fondare nel 2012 una propria scuola di sceneggiatura StudioStorie.
È tra gli autori del cartone animato per bambini in età prescolare Ondino (Animabit e Rai Fiction) e di alcuni episodi della miniserie Mostri e pirati (Mondo TV in collaborazione con Ferrero, in Italia mandata in onda su Italia 1).
È tra gli organizzatori della Mostra internazionale dei cartoonists di Rapallo, di cui ha curato anche diversi cataloghi insieme al fondatore Carlo Chendi.
Con l'associazione Liberodiscrivere pubblica due romanzi, Uccidete il Pipistrello! (2014) e ErreQuattro (2015), ed è l'autore di alcuni brevi racconti noir apparsi sulla rivista Blue Liguria dell'editore Sagep. Collabora con la rivista Andersen - Il mondo dell'infanzia.
Attualmente collabora con Paolo Giovannetti nel corso magistrale di "Teoria e tecniche del racconto" all'Università IULM di Milano ed è docente di Sceneggiatura presso SDAC, Scuola D'Arte Cinematografica di Genova

## Opere (parziale)
- Conversazione con Carlo Chendi. Da Pepito alla Disney e oltre: cinquant'anni di fumetto vissuti da protagonista, Tunué, 2006, ISBN 978-88-89613-16-0.
- Professione sceneggiatore. In viaggio tra narrazione e scrittura creativa, Tunué, 2007, ISBN 978-88-89613-29-0.
- Carlo Chendi, Strisce di terra e strisce di carta, Deus/Tunué, 2008, ISBN 978-88-89613-50-4.
- Carlo Chendi, Da Paperinik a PK – viaggio fra i supereroi Disney, Deus/Tunué, 2009, ISBN 978-88-89613-58-0.
- Tavole di Resistenza. Fumetti e scritti sulla lotta di liberazione, Tunué, 2010, ISBN 978-88-89613-85-6. (curatore)
- Professione sceneggiatore. In viaggio tra narrazione e scrittura creativa, 2ª ed., Tunué, 2012, ISBN 978-88-97165-46-0.
- Uccidete il Pipistrello!, Liberodiscrivere, 2014, ISBN 978-88-99137-17-5.
- ErreQuattro, Liberodiscrivere, 2015, ISBN 978-88-99137-17-5.

## Filmografia
- Ondino, sceneggiatore, 2007
- Mostri e pirati, sceneggiatore, 2008